# Grand Prix Monako 2014

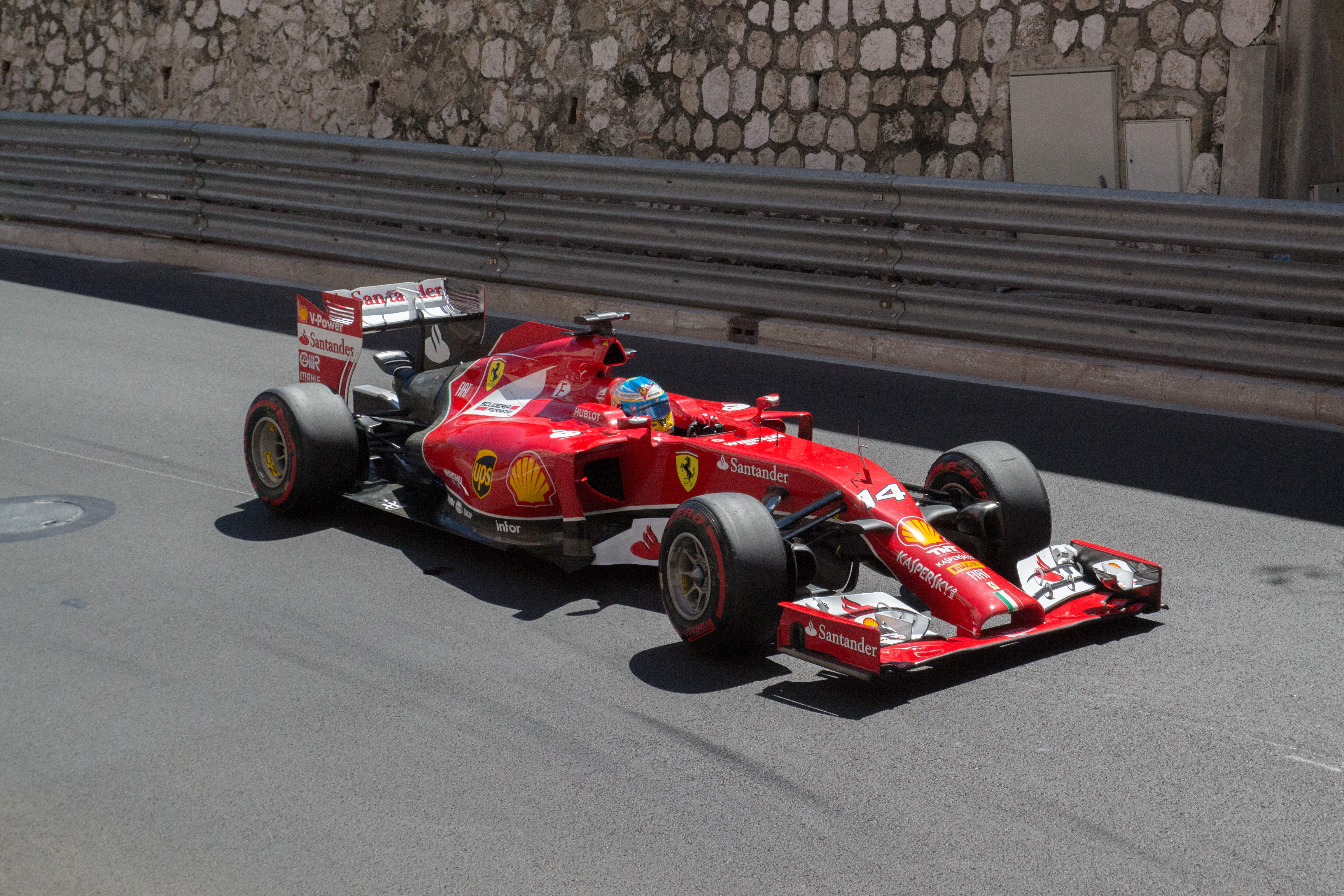
Fernando Alonso podczas Grand Prix Monako 2014

Grand Prix Monako 2014 (oficjalnie Formula 1 Gran Prix de Monaco 2014) – szósta eliminacja Mistrzostw Świata Formuły 1 w sezonie 2014.

## Lista startowa
Źródło: Wyprzedź Mnie!
| Nr | Kierowca          | Zespół                        | Samochód          | Silnik                         | Opony |
| -- | ----------------- | ----------------------------- | ----------------- | ------------------------------ | ----- |
| 1  | Sebastian Vettel  | Infiniti Red Bull Racing      | Red Bull RB10     | Renault Energy F1-2014 1.6T V6 | P     |
| 3  | Daniel Ricciardo  | Infiniti Red Bull Racing      | Red Bull RB10     | Renault Energy F1-2014 1.6T V6 | P     |
| 4  | Max Chilton       | Marussia F1 Team              | Marussia MR03     | Ferrari 059/3 1.6T V6          | P     |
| 6  | Nico Rosberg      | Mercedes AMG Petronas F1 Team | Mercedes F1 W05   | Mercedes-Benz PU106A 1.6T V6   | P     |
| 7  | Kimi Räikkönen    | Scuderia Ferrari              | Ferrari F14 T     | Ferrari 059/3 1.6T V6          | P     |
| 8  | Romain Grosjean   | Lotus F1 Team                 | Lotus E22         | Renault Energy F1-2014 1.6T V6 | P     |
| 9  | Marcus Ericsson   | Caterham F1 Team              | Caterham CT05     | Renault Energy F1-2014 1.6T V6 | P     |
| 10 | Kamui Kobayashi   | Caterham F1 Team              | Caterham CT05     | Renault Energy F1-2014 1.6T V6 | P     |
| 11 | Sergio Pérez      | Sahara Force India F1 Team    | Force India VJM07 | Mercedes-Benz PU106A 1.6T V6   | P     |
| 13 | Pastor Maldonado  | Lotus F1 Team                 | Lotus E22         | Renault Energy F1-2014 1.6T V6 | P     |
| 14 | Fernando Alonso   | Scuderia Ferrari              | Ferrari F14 T     | Ferrari 059/3 1.6T V6          | P     |
| 17 | Jules Bianchi     | Marussia F1 Team              | Marussia MR03     | Ferrari 059/3 1.6T V6          | P     |
| 19 | Felipe Massa      | Williams Martini Racing       | Williams FW36     | Mercedes-Benz PU106A 1.6T V6   | P     |
| 20 | Kevin Magnussen   | McLaren Mercedes              | McLaren MP4-29    | Mercedes-Benz PU106A 1.6T V6   | P     |
| 21 | Esteban Gutiérrez | Sauber F1 Team                | Sauber C33        | Ferrari 059/3 1.6T V6          | P     |
| 22 | Jenson Button     | McLaren Mercedes              | McLaren MP4-29    | Mercedes-Benz PU106A 1.6T V6   | P     |
| 25 | Jean-Éric Vergne  | Scuderia Toro Rosso           | Toro Rosso STR9   | Renault Energy F1-2014 1.6T V6 | P     |
| 26 | Daniił Kwiat      | Scuderia Toro Rosso           | Toro Rosso STR9   | Renault Energy F1-2014 1.6T V6 | P     |
| 27 | Nico Hülkenberg   | Sahara Force India F1 Team    | Force India VJM07 | Mercedes-Benz PU106A 1.6T V6   | P     |
| 44 | Lewis Hamilton    | Mercedes AMG Petronas F1 Team | Mercedes F1 W05   | Mercedes-Benz PU106A 1.6T V6   | P     |
| 77 | Valtteri Bottas   | Williams Martini Racing       | Williams FW36     | Mercedes-Benz PU106A 1.6T V6   | P     |
| 99 | Adrian Sutil      | Sauber F1 Team                | Sauber C33        | Ferrari 059/3 1.6T V6          | P     |
| Nr | Kierowca          | Zespół                        | Samochód          | Silnik                         | Opony |

## Wyniki

### Sesje treningowe
Źródło: Wyprzedź Mnie!
| Sesja | Nr | Kierowca        | Konstruktor | Czas     | Okr. |
| ----- | -- | --------------- | ----------- | -------- | ---- |
| 1     | 44 | Lewis Hamilton  | Mercedes    | 1:18,271 | 32   |
| 2     | 14 | Fernando Alonso | Ferrari     | 1:18,482 | 15   |
| 3     | 44 | Lewis Hamilton  | Mercedes    | 1:16,758 | 27   |

### Kwalifikacje
Źródło: Wyprzedź Mnie!
| Poz. | Nr | Kierowca          | Konstruktor          | Q1       | Q2       | Q3       | Poz. s. |
| ---- | -- | ----------------- | -------------------- | -------- | -------- | -------- | ------- |
| 1    | 6  | Nico Rosberg      | Mercedes             | 1:17,678 | 1:16,465 | 1:15,989 | 1       |
| 2    | 44 | Lewis Hamilton    | Mercedes             | 1:17,823 | 1:16,354 | 1:16,048 | 2       |
| 3    | 3  | Daniel Ricciardo  | Red Bull–Renault     | 1:17,900 | 1:17,233 | 1:16,384 | 3       |
| 4    | 1  | Sebastian Vettel  | Red Bull–Renault     | 1:18,383 | 1:17,074 | 1:16,547 | 4       |
| 5    | 14 | Fernando Alonso   | Ferrari              | 1:17,853 | 1:17,200 | 1:16,686 | 5       |
| 6    | 7  | Kimi Räikkönen    | Ferrari              | 1:17,902 | 1:17,398 | 1:17,389 | 6       |
| 7    | 25 | Jean-Éric Vergne  | Toro Rosso–Renault   | 1:17,557 | 1:17,657 | 1:17,540 | 7       |
| 8    | 20 | Kevin Magnussen   | McLaren-Mercedes     | 1:17,978 | 1:17,609 | 1:17,555 | 8       |
| 9    | 26 | Daniił Kwiat      | Toro Rosso–Renault   | 1:18,616 | 1:17,594 | 1:18,090 | 9       |
| 10   | 11 | Sergio Pérez      | Force India–Mercedes | 1:18,108 | 1:17,755 | 1:18,327 | 10      |
| 11   | 27 | Nico Hülkenberg   | Force India–Mercedes | 1:18,432 | 1:17,846 | –        | 11      |
| 12   | 22 | Jenson Button     | McLaren–Mercedes     | 1:17,890 | 1:17,988 | –        | 12      |
| 13   | 77 | Valtteri Bottas   | Williams–Mercedes    | 1:18,407 | 1:18,082 | –        | 13      |
| 14   | 8  | Romain Grosjean   | Lotus–Renault        | 1:18,335 | 1:18,196 | –        | 14      |
| 15   | 13 | Pastor Maldonado  | Lotus–Renault        | 1:18,585 | 1:18,356 | –        | NW      |
| 16   | 19 | Felipe Massa      | Williams–Mercedes    | 1:18,209 | –        | –        | 16      |
| 17   | 21 | Esteban Gutiérrez | Sauber–Ferrari       | 1:18,741 | –        | –        | 17      |
| 18   | 99 | Adrian Sutil      | Sauber–Ferrari       | 1:18,745 | –        | –        | 18      |
| 19   | 17 | Jules Bianchi     | Marussia–Ferrari     | 1:19,332 | –        | –        | 21      |
| 20   | 4  | Max Chilton       | Marussia–Ferrari     | 1:19,928 | –        | –        | 19      |
| 21   | 10 | Kamui Kobayashi   | Caterham–Renault     | 1:20,133 | –        | –        | 20      |
| 22   | 9  | Marcus Ericsson   | Caterham–Renault     | 1:21,732 | –        | –        | PIT     |

### Wyścig
Źródło: Wyprzedź Mnie!
| P                                                     | + / –     | Nr | Kierowca          | Konstruktor          | Okr. | Czas / Strata      | Komentarz   |
| ----------------------------------------------------- | --------- | -- | ----------------- | -------------------- | ---- | ------------------ | ----------- |
| 1                                                     | Bez zmian | 6  | Nico Rosberg      | Mercedes             | 78   | 1h49m27,661        |             |
| 2                                                     | Bez zmian | 44 | Lewis Hamilton    | Mercedes             | 78   | +0:09,210          |             |
| 3                                                     | Bez zmian | 3  | Daniel Ricciardo  | Red Bull–Renault     | 78   | +0:09,614          |             |
| 4                                                     | 1         | 14 | Fernando Alonso   | Ferrari              | 78   | +0:32,452          |             |
| 5                                                     | 6         | 27 | Nico Hülkenberg   | Force India–Mercedes | 77   | +1 okr.            |             |
| 6                                                     | 6         | 22 | Jenson Button     | McLaren–Mercedes     | 77   | +1 okr.            |             |
| 7                                                     | 9         | 19 | Felipe Massa      | Williams–Mercedes    | 77   | +1 okr.            |             |
| 8                                                     | 6         | 8  | Romain Grosjean   | Lotus–Renault        | 77   | +1 okr.            |             |
| 9                                                     | 12        | 17 | Jules Bianchi     | Marussia–Ferrari     | 77   | +1 okr.            | [ a ] [ b ] |
| 10                                                    | 2         | 20 | Kevin Magnussen   | McLaren–Mercedes     | 77   | +1 okr.            |             |
| 11                                                    | 11        | 9  | Marcus Ericsson   | Caterham–Renault     | 77   | +1 okr.            |             |
| 12                                                    | 6         | 7  | Kimi Räikkönen    | Ferrari              | 77   | +1 okr.            |             |
| 13                                                    | 7         | 10 | Kamui Kobayashi   | Caterham–Renault     | 75   | +3 okr.            |             |
| 14                                                    | 5         | 4  | Max Chilton       | Marussia–Ferrari     | 75   | +3 okr.            | [ a ]       |
| Niesklasyfikowani                                     |           |    |                   |                      |      |                    |             |
|                                                       |           | 21 | Esteban Gutiérrez | Sauber–Ferrari       | 59   | wypadek            | [ a ]       |
|                                                       |           | 77 | Valtteri Bottas   | Williams–Mercedes    | 55   | zasilacz           |             |
|                                                       |           | 25 | Jean-Éric Vergne  | Toro Rosso–Renault   | 50   | wydech             | [ c ]       |
|                                                       |           | 99 | Adrian Sutil      | Sauber–Ferrari       | 23   | wypadek            |             |
|                                                       |           | 26 | Daniił Kwiat      | Toro Rosso–Renault   | 10   | wydech             |             |
|                                                       |           | 1  | Sebastian Vettel  | Red Bull–Renault     | 5    | turbosprężarka     |             |
|                                                       |           | 11 | Sergio Pérez      | Force India–Mercedes | 0    | kolizja z Buttonem |             |
| Nie wystartowali / niedopuszczeni do ponownego startu |           |    |                   |                      |      |                    |             |
|                                                       |           | 13 | Pastor Maldonado  | Lotus–Renault        |      | pompa paliwowa     |             |
| P                                                     | + / –     | Nr | Kierowca          | Konstruktor          | Okr. | Czas / Strata      | Komentarz   |

### Najszybsze okrążenie
Źródło: Wyprzedź Mnie!
| Nr | Kierowca       | Konstruktor | Czas     | Okr. |
| -- | -------------- | ----------- | -------- | ---- |
| 7  | Kimi Räikkönen | Ferrari     | 1:18,479 | 75   |

## Prowadzenie w wyścigu
Źródło: Racing–Reference.info
| Nr                              | Kierowca     | Okrążenia | Suma |
| ------------------------------- | ------------ | --------- | ---- |
| 6                               | Nico Rosberg | 1-78      | 78   |
| \| Wykres \| \| ------ \| \| \| |              |           |      |
| Wykres                          |              |           |      |
|                                 |              |           |      |

## Klasyfikacja po wyścigu

### Kierowcy
| P  | +/− | Kierowca          | Starty | Punkty | P1 | P2 | P3 | PP | NO | NS |
| -- | --- | ----------------- | ------ | ------ | -- | -- | -- | -- | -- | -- |
| 1  | +1  | Nico Rosberg      | 6      | 122    | 2  | 4  | –  | 2  | 3  | –  |
| 2  | −1  | Lewis Hamilton    | 6      | 118    | 4  | 1  | –  | 4  | 1  | 1  |
| 3  | 0   | Fernando Alonso   | 6      | 61     | –  | –  | 1  | –  | –  | –  |
| 4  | +1  | Daniel Ricciardo  | 6      | 54     | –  | –  | 2  | –  | –  | 2  |
| 5  | +1  | Nico Hülkenberg   | 6      | 47     | –  | –  | –  | –  | –  | –  |
| 6  | −2  | Sebastian Vettel  | 6      | 45     | –  | –  | 1  | –  | 1  | 2  |
| 7  | 0   | Valtteri Bottas   | 6      | 34     | –  | –  | –  | –  | –  | 1  |
| 8  | 0   | Jenson Button     | 6      | 31     | –  | –  | 1  | –  | –  | –  |
| 9  | 0   | Kevin Magnussen   | 6      | 21     | –  | 1  | –  | –  | –  | 1  |
| 10 | 0   | Sergio Pérez      | 5      | 20     | –  | –  | 1  | –  | –  | 1  |
| 11 | +1  | Felipe Massa      | 6      | 18     | –  | –  | –  | –  | –  | 1  |
| 12 | −1  | Kimi Räikkönen    | 6      | 17     | –  | –  | –  | –  | 1  | –  |
| 13 | 0   | Romain Grosjean   | 6      | 8      | –  | –  | –  | –  | –  | 2  |
| 14 | 0   | Jean-Éric Vergne  | 6      | 4      | –  | –  | –  | –  | –  | 4  |
| 15 | 0   | Daniił Kwiat      | 6      | 4      | –  | –  | –  | –  | –  | 1  |
| 16 | +6  | Jules Bianchi     | 6      | 2      | –  | –  | –  | –  | –  | 2  |
| 17 | +4  | Marcus Ericsson   | 6      | 0      | –  | –  | –  | –  | –  | 2  |
| 18 | −2  | Adrian Sutil      | 6      | 0      | –  | –  | –  | –  | –  | 4  |
| 19 | −2  | Esteban Gutiérrez | 6      | 0      | –  | –  | –  | –  | –  | 3  |
| 20 | −2  | Max Chilton       | 6      | 0      | –  | –  | –  | –  | –  | –  |
| 21 | −2  | Kamui Kobayashi   | 6      | 0      | –  | –  | –  | –  | –  | 2  |
| 22 | −2  | Pastor Maldonado  | 5      | 0      | –  | –  | –  | –  | –  | 2  |
| P  | +/− | Kierowca          | Starty | Punkty | P1 | P2 | P3 | PP | NO | NS |

### Konstruktorzy
| P  | +/− | Konstruktor          | Starty | Punkty | P1 | P2 | P3 | PP | NO | NS |
| -- | --- | -------------------- | ------ | ------ | -- | -- | -- | -- | -- | -- |
| 1  | 0   | Mercedes             | 12     | 240    | 6  | 5  | –  | 6  | 4  | 1  |
| 2  | 0   | Red Bull–Renault     | 12     | 99     | –  | –  | 3  | –  | 1  | 4  |
| 3  | 0   | Ferrari              | 12     | 78     | –  | –  | 1  | –  | 1  | –  |
| 4  | 0   | Force India–Mercedes | 11     | 67     | –  | –  | 1  | –  | –  | 1  |
| 5  | +1  | McLaren–Mercedes     | 12     | 52     | –  | 1  | 1  | –  | –  | 1  |
| 6  | −1  | Williams–Mercedes    | 12     | 52     | –  | –  | –  | –  | –  | 2  |
| 7  | +1  | Lotus–Renault        | 11     | 8      | –  | –  | –  | –  | –  | 4  |
| 8  | −1  | Toro Rosso–Renault   | 12     | 8      | –  | –  | –  | –  | –  | 5  |
| 9  | +1  | Marussia–Ferrari     | 12     | 2      | –  | –  | –  | –  | –  | 2  |
| 10 | −1  | Sauber–Ferrari       | 12     | 0      | –  | –  | –  | –  | –  | 7  |
| 11 | 0   | Caterham–Renault     | 12     | 0      | –  | –  | –  | –  | –  | 4  |
| P  | +/− | Konstruktor          | Starty | Punkty | P1 | P2 | P3 | PP | NO | NS |